# Stadnina Koni Rzeczna
Stadnina Koni Rzeczna – położona w Rzecznej (województwo warmińsko-mazurskie), powstała w 1947. W skład Stadniny wchodziły: gospodarstwo Rzeczna z folwarkiem Łączka i Całun z folwarkiem Karolinek. Podstawowym zadaniem stadniny była hodowla konia mazurskiego wywodzącego się od konia wschodniopruskiego, nazwanego później wielkopolskim. Od 2010 Stadnina Koni Rzeczna jest połączona ze Stadem Ogierów w Starogardzie Gdańskim, przyjmując nazwę Stado Ogierów Starogard Gdański Spółka z o.o. z siedzibą w Rzecznej.

## Historia
Początek hodowli koni w Rzecznej sięga XIX w., kiedy postawiono zabudowania folwarczne dla stadniny koni, które po odchowaniu i zajeżdżeniu przeznaczano dla wojska. Po II wojnie światowej majątek w Rzecznej został przejęty przez Zarząd Państwowych Nieruchomości Ziemskich i w kwietniu tego samego roku Decyzją Komisji Ministerstwa Rolnictwa gospodarstwo Rzeczna wraz z folwarkami Łączka (jedna stajnia boksowa na 15 koni i druga stajnia z czterema biegalniami) i Mleczków zostało wytypowane pod kątem hodowli koni i przekazane ówczesnym Państwowym Zakładom Chowu Koni. W 1948 do utworzonej stadniny dołączono gospodarstwo Całun Nowy z folwarkiem Karolinek a następnie Lisów. Centralnym punktem stadniny jest oddział Rzeczna, z zabudowaniami z lat 30. XX w., na które składa się 6 stajni boksowych oraz 4 biegalnie. Stacjonują tutaj klacze hodowlane oraz ogiery czołowe. 
Pierwszym dyrektorem stadniny był Benedykt Żółtowski. Po przygotowaniu obiektów i niezbędnego sprzętu dla potrzeb stadniny jesienią 1948 w Rzecznej pojawiły się pierwsze konie. Kierunek działalności ustalono na przełomie 1948-1949. Za zadanie podstawowe uznano hodowlę konia mazurskiego wywodzącego się od koni wschodniopruskich. Począwszy od końca 1948 zaczęto kupować klacze z palonymi piętnami rasy pruskiej od prywatnych właścicieli oraz z majątków państwowych. W maju 1951 stan stada podstawowego w SK Rzeczna wynosił 130 klaczy wschodniopruskich i ich pochodnych z piętnami rasowymi ale bez udokumentowanego pochodzenia (dokumentacja zaginęła w wyniku działań wojennych). Wszystkie te klacze przedstawiały poprawną budowę i były w miarę wyrównane w typie. Od tego momentu ewentualnego uzupełniania stanu matek dokonywano poprzez włączanie do hodowli klaczy własnego chowu.
W 1952 ze względu na wzrost zainteresowania końmi pełnej krwi angielskiej zdecydowano o utworzeniu kolejnej, szóstej już stadniny tej rasy. Wybór padł na Rzeczną, z uwagi na dogodne warunki chowu. W listopadzie 1952 do Rzecznej przybyło pierwszych 16 klaczy pełnej krwi wraz z ogierem Szczecin. Konie te pochodziły z istniejących już stadnin, majątków państwowych, a także od prywatnych właścicieli. Nowopowstały oddział pełnej krwi zlokalizowano w gospodarstwie Całun Nowy.
W 1976 do stadniny Rzeczna przyłączono Stadninę koni w Kadynach i powstała jedna z największych stadnin w Polsce funkcjonująca pod nazwą Stadnina Koni Rzeczna-Kadyny. Areał użytków rolnych tego przedsiębiorstwa wynosił wówczas ponad 4000 ha a stan stada około 400 koni. Na początku lat 80. XX w. z powodu trudności finansowych stadniny ponownie rozdzielono, co na jakiś czas poprawiło sytuację finansową obu stadnin. Po 1989 ponowne kłopoty finansowe doprowadziły do połączenia ze Stadem Ogierów w Starogardzie Gdańskim, przyjmując nazwę Stado Ogierów Starogard Gdański Spółka z o.o. z siedzibą w Rzecznej.
Stadnina Koni Rzeczna początkowo zajmująca się hodowlą koni szlachetnych półkrwi i pełnej krwi angielskiej hoduje obecnie konie sportowe z przeznaczeniem do WKKW i skoków przez przeszkody.

## Sport
Sukcesy stadniny w hodowli koni sportowych sięgają lat 60. XX w. Jednym z najbardziej utytułowanych koni z tej stadniny była  Drobnica (ur. 16 marca 1958; ojciec - Dreibund (rasa wschodniopruska; matka - Druchinia (rasa wielkopolska)). Klacz ta dosiadana przez Jana Kowalczyka wywalczyła złoty medal Mistrzostw Polski w skokach przez przeszkody i wygrała „Konkurs Zwycięzców” podczas zawodów w Akwizgranie. 